# チュベイ
チュベイ（Čübei、生没年不詳）は、モンゴル帝国の皇族。『元史』などの漢語表記は豳王出伯、『集史』などのペルシア語表記はچوبی（Chūbaī）。チャガタイ家の第5代君主アルグの次男で、チンギス・カンの玄孫、チャガタイの曾孫にあたる。

## 概要
チャガタイ家傍系から出た父のアルグの死後、正嫡のムバーラク・シャーが第6代君主に即位すると、彼に従って中央アジアのチャガタイ・ウルスに留まった。しかし次いでムバーラク・シャーの従兄弟のバラクが第7代君主に割って入るとバラク一門との間に間隙が生じ、至元8年（1271年）にバラクが急死（実は暗殺と言われる）すると、ムバラーク・シャーおよび兄のカバンとともに、バラクと対立していたオゴデイ・ウルスの支配者カイドゥに誼を通じてバラクの遺児ドゥアらと対立した。
しかしその後、カイドゥによってさらに傍系のニグベイが擁立されるなどしたためチャガタイ一門の間の内紛が激化し、チュベイとカバンの兄弟はカイドゥとも対立するようになった。その結果、チュベイ兄弟はカアン、クビライのもとに亡命し、クビライはチュベイに河西回廊（甘粛省）の西部に牧地と領民を所領として与えた。以後、チュベイはクビライ一門の政権である大元に属し、クビライと対立する西方のカイドゥ勢力に対する河西回廊方面の戦線の指揮をとる安西王マンガラ（クビライの三男）の指揮下に入る。
河西回廊西部はチャガタイの存命中にチャガタイ・ウルスの勢力圏に組み入れられていた縁により、チュベイの他にも大チャガタイ裔王族の所領が集中していた。至元19年（1282年）、ドゥアが父の仇敵カイドゥと和解してその後ろ盾によってチャガタイ家当主の座につくと、天山北西麓のイリ川渓谷を本拠地とするドゥアと、クビライの傘下にあって河西回廊西部にいるチャガタイ裔の間で、中間のハミ盆地から天山山脈東麓に横たわる、ウイグル人居住地域の支配圏を巡る争いが勃発する。
チュベイはこの戦争において、沙州（敦煌）周辺を支配することから最前線に立ってしばしば軍を率いることになり、クビライ傘下のチャガタイ裔の中で次第に頭角を現していった。クビライの孫の成宗テムルの治世後期にあたる大徳8年（1304年）、チュベイは威武西寧王に封ぜられ、クビライ家一門に肩を並べる有力王族の座を認められる。そして大徳11年（1307年）、テムル没後のカアン位争いに伴ってマンガラの後継者である安西王アナンダが処刑されるとチュベイの勢力を指揮する上級権力が消滅し、チュベイは河西地方における最高軍権を握った。新カアンであるカイシャンは、即位するとチュベイを豳王に封じ、チュベイ一門は最高位の皇族の待遇を受けることになる。
チュベイの死後、豳王の王号と河西のチャガタイ系王族の盟主の地位はチュベイの子のノム・クリ、孫のノム・ダシュとチュベイ家の嫡流によって相伝されていった。チュベイ家を盟主とする河西のチャガタイ裔モンゴル集団は至正28年（1368年）の元の北走後も河西地方西部に勢力を誇ったが、続く元明後退期にたびたび明の侵攻を受け、洪武24年（1391年）には最後の豳王が明軍によって殺害された。しかし明はこの地方におけるモンゴル系勢力を完全に併合することができず、女真などと同様、衛所制による羈縻支配に組み入れるにとどめた。
このためその後も100年以上にわたり、この地方ではモンゴル系集団がチュベイ家の傍系であるハミ王家を中心に割拠し続けた。ハミにおいてチュベイの末裔が断絶し、ドゥアの後裔であるモグーリスタン・ハン国（トゥルファン・ハン国）によって河西地方西部が併合されるのは、16世紀初頭のことである。

## チュベイ・ウルス当主
1. 豳王チュベイ(Čübei,豳王出伯/Chūbaīچوبی)…アルグの息子
2. 豳王ノム・クリ(Nom Quli,喃忽里/Nūm qūlīنوم قولی)…チュベイの息子
3. ノム・ダシュ太子(Nom Daš,喃答失太子/Nūm tāšنوم تاش)…ノム・クリの息子
4. 豳王クタトミシュ(Qutatmiš,豳王忽塔忒迷失/Qutātmīšقتاتمیش)…チュベイの息子、ノム・クリの弟
5. 豳王ブヤン・テムル(Buyan Temür,豳王卜顔帖木児/Buyān tīmūrبیان تیمور)…ノム・クリの息子、ノム・ダシュの弟
6. 豳王イリンチン(Irinǰin,豳王亦憐真/Irinǰinبولاد تیمور？)…ブヤン・テムルの息子？
7. 豳王ビルゲ・テムル(Bilge Temür,豳王列児怯帖木児/Bilkā tīmūrبلکا تیمور)…ボラド・テムルの息子